# モデルナンバー
モデルナンバーは、メーカーが製品を区別するためのつける数列名。単に製品のグレードや登場時期で数値を増減させている場合もあれば、メーカー独自の規則で決定していることもある。通常は数値そのものに何らかの量的な意味はない。
ただし、パソコン用CPUというカテゴリでAMDが2001年10月9日にCPUの新製品であるAthlon XPの発表と同時に導入したモデルナンバーには、パソコン用CPUの異種プロセッサ間の性能比較を目的としてAMD社がその「数量」に意味を持たせている。このことが大きな波紋を呼んだ。

## 導入
一般にプロセッサの性能は、IPC（Instruction Per Cycle、1クロックあたりの命令実行数）と動作クロック周波数との積で求まる。AMDはIPCの向上を主体とした性能の向上を行っていたが、競合するインテルのPentium 4はもう一方の動作クロック周波数の向上を性能向上の主体としていた。多くの消費者は動作クロック周波数がプロセッサ、ひいてはパソコン性能を表すと理解していた。だが、この認識が正しかったのはパーソナルコンピュータ史のごく初期段階に限定されており、一般に異なる種類のCPUの動作クロックとその性能は比例しない。その結果、Pentium 4がより高い動作クロック周波数の製品を発表するに従って、相対的に動作クロック周波数の低いAMD社の製品は正当に評価されない場合が増えてきた。モデルナンバーはAMD Athlon 1.40GHzを1400+とした相対的な性能指標である、とAMD社は主張している。

## モデルナンバー制度の問題点
モデルナンバーは性能を表すとしているが、その数値は動作クロック数には比例しない。顕著な例として、Athlon 1500+ (1.33GHz) と同1800+ (1.53GHz) とでは数値差は理論上の最大値でも15%の増加でしかないにもかかわらずモデルナンバーの増加は20%に設定されている。またAthlon XP 2400+まではAMDからモデルナンバーの基準となるAthlon 1.40GHzとの比較資料を発表していたが、以降の製品では比較資料を公表せず個々の製品のモデルナンバーの妥当性の説明も行っていない。
AMDはモデルナンバー制は異種間比較が目的だとして導入を行った。しかし実際AMD社製のCPUでモデルナンバーの導入が見送られた製品もある。また、内容的に全く同じ製品であっても、投入する市場ごとに全く異なるモデルナンバーが設定されている。差異のあるCPUでも、AMDが同等と主張したCPUには同じモデルナンバーを付けるため、製品の区別が困難であるという意見もある。
モデルナンバーの発表会でAMDは、モデルナンバーは暫定でこれに換わる指標 TPI (True Performance Index) を2002年までに発表するとしていたが、計画の進捗状況及は発表されていない。

## モデルナンバー制の本当の目的
モデルナンバーの発表会でありながらAMD社自身もモデルナンバーと無関係な相当の動作クロック周波数のPentium 4（例: Athlon XP 1800+とPentium 4 1.80GHz）との性能の比較をほぼ同等、あるいはAthlon XP 1800+がわずかに高性能であると発表している。当初はそのモデルナンバーと、それに対するPentium 4の動作クロック周波数との比較に大きな偽りはなく、市場ではその認識で定着した。当初はPentium 4の動作クロック数値に相当するモデルナンバーのAthlon XPにPentium 4と同じ価格が公式価格表に記載されており、同じ性能のCPUは同じ価格であるべきだとの主張が読み取れる。しかし、実際の販売価格は大幅なディスカウントが行われていた。インテルも大口顧客に対してキックバックや別の資金供与などが行われており、価格表に書かれている値段は有名無実である。モデルナンバーの導入は、競合他社との比較で自社製品の不利にならないことが目的だった、というのが有識者の大方の見方である。

## 過去における挫折
登場当初は一部のメディアやライターなどが、この戦略は成功しない、と語った。なぜなら、モデルナンバーは一度失敗しており、PCプロセッサ業界では「パンドラの箱」であった。過去にサイリックス（現VIA Technologies）が「Pレーティング」 (Performance Rating) による命名を積極的に進めたことがあった。この数値は当時の主流であったインテルのPentiumの動作クロック比と同等の性能を持っていることを表す数値である、と消費者にアピールするものであった。少なくともサイリックスはそう意図していた。
比較対象が一定しない、果ては自社製品の勝っている点と比較対象製品の劣っている点とで比べて同等であると主張するなど、お手盛りでレーティングを行ってしまう。その結果、信用は失われ消費者への錯誤を目的としていると訴訟を起こされ、衰退し終止符が打たれるという歴史があったからだ。AMDもPレーティングに参加していたが、訴訟と同時期に今後はパフォーマンスレーティング制を行わないと発表している。結果的には、その公約は破られたかたちとなった。

## 普及と定着
疑問の声もあったモデルナンバーであったが、それ自体はAMDのCPUと共に市場に受け入れられるようになった。その一方で比較対象となるIntel製CPUと性能的に十分に競合できるようになった。そして、動作クロック数だけがCPUの性能を表すものではないことが一般消費者にも認知されはじめたことで、最終的にモデルナンバーの大小はAMDの同一製品カテゴリで性能の上下関係を表す状況になっていた。
また、2007年以降はAthlon 64 X2の後継としてPhenomやAthlon X2が登場し、モデルナンバーの付番方法が変更された。そのため、それ以降のCPUではモデルナンバーはPentiumの動作クロックを基準としての性能を表すものではなくなった。
インテルもPentium 4やPentium Mなどから順次、高クロック化路線の行き詰まりにより動作クロック周波数だけでは製品を表せず、プロセッサー・ナンバーという呼称で数字で製品を区別する表記の導入を行った。プロセッサー・ナンバーは数値が大きい方がインテルの同じ製品群の中での性能が優れていることになる。ただし数値の大きさに他社製品との比較などの意味は特に無い。

## モデルナンバーの種類
以下の1個の#は1文字のアラビア数字を、1個の*は1文字のアルファベットを表す。
| モデルナンバー | 対象製品                                                                               | 解説 |
| -------------- | -------------------------------------------------------------------------------------- | --- |
| ##00+          | Athlon XP Athlon MP Athlon 64（デスクトップ用） Athlon 64 X2（デスクトップ用） Sempron | 一般消費者を対象としている製品に付けられる代表的なモデルナンバーである。 Sempronの性能の数値化は他とは異なり比較対象がCeleronであるため、比較には注意が必要である。CeleronはPentium 4に対しキャッシュ容量などの違いから、同じ動作クロックでのCeleronの性能はPentium 4に劣る。逆に言うと同じ性能であればCeleronの方が動作クロックが高くなる。 また、Athlon 64 X2の発売によりデュアルコア化した。一般にデュアルコア化による性能の向上はソフトウェアの種類により大きく変動する。倍近い向上が見られる場合もあれば多少高速になる場合、全く変わらない場合、逆にわずかながら劣ってしまう場合もある。そのためモデルナンバーでの比較は相当の基礎知識が必要となる。 3桁のモデルナンバーも存在している。ただし製品化されておらず、仕様上で定義されているだけである。4桁ではモデルナンバーは100刻みであるが、3桁では50ずつの増減になる。 |
| FX-##          | Athlon 64 FX                                                                           | Athlon 64 FXは、内容的にはAthlon 64およびAthlon 64 X2のハイエンド製品と全く同一と言ってよい。しかし異なるAthlon 64 FXにのみ設定されたモデルナンバーを用いていることから、比較対象とする製品は存在しない。競合する製品との比較になるのはAthlon 64のモデルナンバーである。 |
| M*-##          | Turion 64                                                                              | モバイル用途への適応度を示すプロセッサ・クラスを表すアルファベット1文字、モビリティ・レベルを示すアルファベット1文字と、処理性能の上下関係を示す2桁の数字からなる。モビリティ・レベルはアルファベットが若いほど高いとしている。モビリティ・レベルは熱設計消費電力 (TDP) により決定される。代表的なものとして「ML」および「MT」があり、それぞれTDPは35Wと25Wである。このほか、「MK」というモデルナンバーの製品が存在する。 |
| T*-##          | Turion 64 X2 Athlon 64 X2 Dual-Core for Notebooks                                      | プロセッサ・クラスは「T」、モビリティ・レベルは「L」（Athlon 64 X2 Dual-Core for Notebooksの場合、モビリティ・レベルは「K」）のみが発表されている。Turion 64およびAthlon 64 for Notebooksとの性能を表す数字の連続性、そして妥当性と正当性は不明。 |
| ###            | Opteron                                                                                | Opteronは基本設計をAthlon 64と共通とするサーバ・ワークステーション向けのCPUである。3桁の数字のうち最上位は構成できるマルチプロセッサの数を表し、「1」のユニプロセッサ、「2」のデュアルプロセッサ、「8」の8ウェイプロセッサの3種類がある。下2桁は動作クロックに比例する。ただし60以上はデュアルコア、それ未満はシングルコアのCPUであるため、それを超えた比較はできない。 |
| ####           | Opteron                                                                                | 2006年後半に登場したリビジョン (Rev.) F以降のOpteronに与えられる新たなモデルナンバー。従来はマルチプロセッサの種別と性能との2種類を併記したものだったが、そこに今後のマルチコア化を見越したコア統合数が追加された。4桁目が構成できるマルチプロセッサ数、3桁目がコア数、下2桁が性能を表す。 |
| ####@##W       | Geode GX Geode LX Geode NX                                                             | GeodeシリーズはAMDの組み込みシステム向けCPUである。自社開発のモバイルAthlon XPや、ナショナル セミコンダクターより買収したGeodeをもとに開発した、極めて省電力な製品。VIA TechnologiesのC3、C7およびEDENに競合させるためのモデルナンバーと考えられる。 「@」で区切られた前方が性能を表し、後方は消費電力を表す。この場合の消費電力はTDPではなく、AMDの想定した典型的な場面での使用の場合の消費電力である。 |